# Evropski ekonomsko-socialni odbor
Evropski ekonomsko-socialni odbor (EESO) je posvetovalni organ Evropske Unije (EU), ustanovljen leta 1958 z Rimsko pogodbo o Evropski gospodarski skupnosti. Je posvetovalni zbor, sestavljen iz več skupin, in sicer: delodajalcev, zaposlenih (sindikatov) in predstavnikov različnih drugih interesov. Sedež odbora, ki si ga deli z Odborom regij, je Jacques Delors stavba na Belliardstraat / Rue Belliard 99 v Bruslju. Včasih znan kot "EcoSoc", se telo zdaj imenuje "EESO", da bi se izognili zamenjavi z organizacijo ECOSOC Združenih Narodov.

## Naloge
Ustanovljen je bil z Rimsko Pogodbo leta 1957 z namenom združevanja različnih ekonomskih interesnih skupin za vzpostavitev enotnega trga. Izdaja informativna poročila o aktualnih zadevah in jih v posvet predloži Evropski komisiji, Sveti in Evropskemu parlamentu. Promovira razumevanje med sektorskimi interesi in se označuje za "most med Evropo in civilno družbo".

## Sestava
Trenutno ima EESO 350 članov (enako kot Odbor regij). Število članov je proporcionalno številu prebivalcev držav članic Evropske unije. Člani EESO so razdeljeni v tri enako velike skupine: delodajalci, zaposleni in tretja skupina raznovrstnih interesov, kot so: kmetovalci, skupine potrošnikov, strokovna združenja, mala in srednja podjetja in tako naprej.
Člane imenuje Svet (s kvalificirano večino) po tem, ko države članice predlagajo svoje kandidate. Ko so imenovani, pa so člani odbora povsem neodvisni od svojih vlad. Imajo 5-letni mandat. Predsednik EESO je izvoljen za 21⁄2-letni mandat. Trenutni predsednik je Luca Jahier (od 18. aprila 2018). Prejšnji predsednik (2015-2018) je bil Georges Dassis.
| Člani | Članice                                                                                  |
| ----- | ---------------------------------------------------------------------------------------- |
| 24    | Nemčija, Francija, Italija, Združeno Kraljestvo                                          |
| 21    | Poljska, Španija                                                                         |
| 15    | Romunija                                                                                 |
| 12    | Belgija, Bolgarija, Grčija, Nizozemska, Avstrija, Portugalska, Švedska, Češka, Madžarska |
| 9     | Danska, Finska, Irska, Litva, Hrvaška, Slovaška                                          |
| 7     | Latvija, Slovenija                                                                       |
| 6     | Estonija                                                                                 |
| 5     | Malta, Luksemburg, Ciper                                                                 |